# 1286
Високе Середньовіччя •  Реконкіста •  Ганза •  Монгольська імперія

## Геополітична ситуація
Андронік II Палеолог є імператором Візантійської імперії (до 1328), а Рудольф I королем Німеччини (до 1291). У Франції править Філіп IV Красивий (до 1314).
Апеннінський півострів розділений: північ належить Священній Римській імперії, середню частину займає Папська область, південь належить Неаполітанському королівству. Деякі міста півночі: Венеція, Піза, Генуя тощо, мають статус міст-республік.
Майже весь Піренейський півострів займають християнські Кастилія (Леон, Астурія, Галісія), Наварра, Арагонське королівство (Арагон, Барселона) та Португалія, під владою маврів залишилися тільки землі на самому півдні. Едуард I Довгоногий є королем Англії (до 1307), Вацлав II — Богемії (до 1305), а королем Данії — Ерік VI (до 1319).
Руські землі перебувають під владою Золотої Орди. Король Русі Лев Данилович править у Києві та Галичі (до 1301), Роман Михайлович Старий — у Чернігові (до 1288), Дмитро Олександрович Переяславський — у Володимиро-Суздальському князівстві (до 1294). На чолі королівства Угорщина стоїть Ласло IV Кун (до 1290). У Великопольщі княжить Пшемисл II (до 1296).
Монгольська імперія займає більшу частину Азії, але вона розділена на окремі улуси, що воюють між собою. У Китаї, зокрема, править монгольська династія Юань. У Єгипті владу утримують мамлюки. Невеликі території на Близькому Сході залишаються під владою хрестоносців. Мариніди правлять у Магрибі. Делійський султанат є наймогутнішою державою Північної Індії, а на півдні Індії панують держава Хойсалів та держава Пандья. В Японії триває період Камакура.
Цивілізація мая переживає посткласичний період. Почала зароджуватися цивілізація ацтеків.

## Події
- Ординці, здійснюючи похід на Польщу, розорили Галицько-Волинське князівство.
- Ганза відкрила торгову факторію в Новгороді.
- Королем Данії став Ерік VI Менвед.
- Трирічна Маргарет I, внучка короля Шотландії Александра III та донька короля Норвегії Ейріка II, стала королевою Шотландії.
- Англійський король Едуард I Довгоногий відвідав Париж, де склав омаж французькому королю Філіпу IV Красивому й уклав з ним мирну угоду.
- Генріх II коронувався королем Єрусалиму.
- Якова II короновано королем Сицилії і відлучено від церкви.
- Джованні Бальбі склав словник латинської мови Католікон.